# Polysics

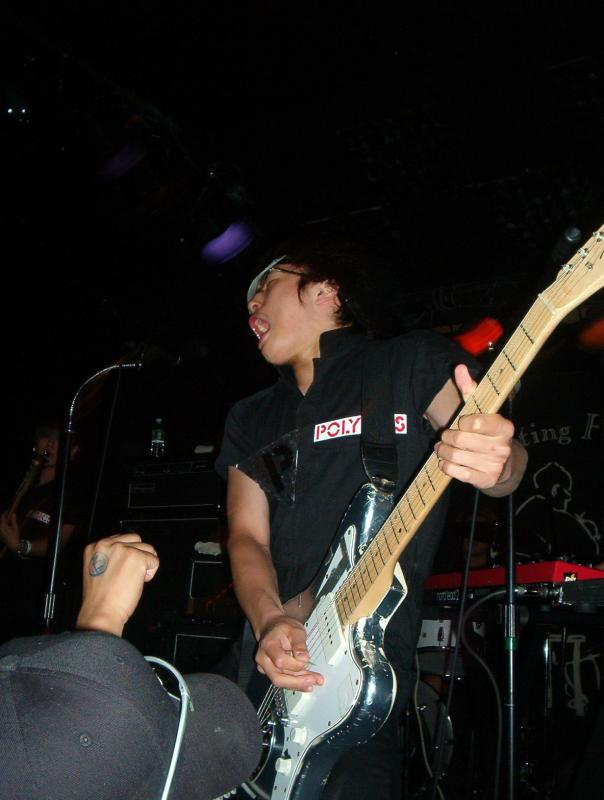
Polysics-Sänger und -Gitarrist Hiroyuki Hayashi

Polysics ist eine japanische J-Rock/J-Pop/Punkrock/Noise-Rock/Synthie-Pop-Band aus Tokio, die ihren Stil selbst als „technicolor pogo punk“ bezeichnet.

## Werdegang
Die Band wurde 1997 gegründet, hatte ihren Durchbruch aber 1998 auf einem Konzert in Tokio. Ihre schnelle Musik zeichnet sich durch die Mischung konventioneller Gitarrenmusik mit Synthesizer- und Computer generierten Geräuschen aus und erscheint stark von amerikanischen Bands wie Devo und The Tubes beeinflusst.
Anfang 2010 verließ Kayo die Band nach 12 Jahren.
Ihre Texte bestehen oft aus Japanisch, gebrochenem Englisch oder einfach Kauderwelsch. Die Band ist für ihre exzessiven Liveauftritte sowie ihre ausgefallenen Outfits bekannt.
Der Name der Band ist von dem „Korg Polysix“ abgeleitet, welcher der erste Synthesizer des Frontmannes Hiroyuki Hayashi war. Dieser mochte das Instrument so gerne, dass er dessen Namen als Bandnamen verwenden wollte. Da sie jedoch zusammen keine 6 Leute waren, änderte er das „Polysix“ in „Polysics“.

## Diskografie

### Alben
- 1999: 1st P
- 1999: A.D.S.R.M!
- 2000: Neu
- 2001: Eno
- 2002: For Young Electric Pop
- 2003: National P
- 2005: Now Is the Time!
- 2007: Karate House
- 2008: We Ate the Machine
- 2009: Absolute Polysics
- 2011: Oh! No! It’s Heavy Polysick!!!
- 2012: 15th P
- 2012: Weeeeeeeeee!!!
- 2014: Action! (Album)
- 2016: What’s This???
- 2017: That’s Fantastic!
- 2019: In the Sync (Album)

### Kompilationen
- 2000: Hey! Bob! My Friend!
- 2004: Polysics or Die!!!!
- 2007: Polysics or Die!!!! Vista
- 2010: Bestoisu!!!!

### Livealben
- 2000: Live in Japan / 6-D
- 2017: Replay!

### EPs
- 2002: Lo-Bits
- 2003: Kaja Kaja Goo
- 2004: New Wave Jacket / My Sharona
- 2006: I My Me Mine / Jhout
- 2010: eee-P!!!
- 2013: Mega Over Drive
- 2015: HEN 愛 Let’s Go!
- 2015: HEN 愛 Let’s Go! 2

### Singles
- 1999: Plus Chicker
- 1999: Modern
- 2000: XCT
- 2000: Each Life Each End
- 2001: New Wave Jacket
- 2005: Baby Bias
- 2005: Coelacanth Is Android
- 2006: Electric Surfin’ Go Go
- 2006: You-You-You
- 2007: Catch On Everywhere
- 2007: Rocket
- 2008: Pretty Good
- 2009: Shout Aloud! / Beat Flash
- 2009: Young Oh Oh!
- 2012: Lucky Star
- 2012: Everybody Say No
- 2019: Part of Me
- 2019: Kami-Saba
- 2019: Piko

### Videoalben
- 1999: Live At Newwave (VHS)
- 2000: B.G.V. (VHS)
- 2003: DVDVPVDVLIVE!! (DVD)
- 2004: PippikkippippiP In USA (DVD)
- 2006: Now is the live! (DVD)
- 2007: CLIPS OR DIE!!! (DVD)
- 2008: We ate the show!! (CD+DVD)
- 2010: Budokan Or Die!!!! (DVD, Blu-ray)